# أسوبو ستوديو
أسوبو ستوديو (بالإنجليزية: Asobo Studio)‏، هي شركة فرنسية لإنتاج وتطوير ألعاب الفيديو، تأسست الشركة سنة 2002 في مدينة بوردو.